# Mitridate, Pontus királya
A Mitridate, Pontus királya Wolfgang Amadeus Mozart 1770. december 26-án Milánóban bemutatott háromfelvonásos operája, a szerző első nagyobb lélegzetű próbálkozása a műfaj komolyabb ágát képviselő opera seria területén.

## Az opera története
Milánó a 18. századi Európa egyik jelentős zenei központja volt, több híres zenés színház és egy nagy tekintélyű zeneakadémia otthona. Leopold Mozart azzal a szándékkal utazott ide fiával 1770-ben, hogy megrendelőket és mecénásokat találjon számára. A fiatal Mozart már a bemutatkozó koncertjével is nagy sikert aratott, ezután pedig egymást érték a felkérések. Még Lombardia kormányzója, Carl Firmian gróf is felfigyelt az ifjú tehetségre, és megrendelések sorával látta el Mozartot. Többek között három opera seriát rendelt tőle az elkövetkező három évben, illetve Mozart későbbi itáliai útjai alkalmával is mindig biztosította számára a megfelelő fellépést, a különböző nemesi családok meghívását.
A Mitridatét a korabeli Itália egyik legtekintélyesebb színházában, a Teatro Regio Ducaléban tervezték színre vinni. Maga a téma korábban már több drámaírót (pl. Jean Racine) és operakomponistát (pl. Alessandro Scarlatti) is megihletett már, ráadásul a fiatal Mozart nem tudott olaszul, csak németül, a kiszemelt librettó pedig természetesen olaszul íródott. Így nem volt kockázatmentes a felkérés elfogadása.
Mozart 1770. január 23-án fogott hozzá a komponáláshoz, és novemberben fejezte be azt. Közben apja irányítása alatt folyamatosan tanulmányozta az opera seria műfaját, illetve elutazott Firenzébe, Rómába, Nápolyba és Bolognába. Így a zeneszerzőnek lehetősége nyílt jobban megismerkednie a korabeli olasz zenei élettel.
A bemutatót előkészítő próbák 1770 októberében kezdődtek. Az opera szövegkönyvét pár évvel ezelőtt már Quirino Gasparini (1721–1778) is megzenésítette. Aspasia szerepét Antonia Bernasconinak szánták, aki korábban Gluck Alkésztiszének címszerepével szerzett magának hírnevet. A bemutató ellenzői állítólag megpróbálták rábeszélni a művésznőt, hogy ne Mozart áriáit énekelje a bemutatón, hanem Gasparini művének megfelelő részleteit, de az énekesnő kitartott Mozart zenéje mellett.
Több problémája akadt a zeneszerzőnek a címszerepet megformáló Guglielmo d’Ettoréval. Belépő áriáját két napon belül többször is átíratta, végül Mozart kénytelen volt hűen átvenni Gasparini zenekari kíséretét és arra ráírnia saját énekszólamát. A harmadik felvonásban azonban a tenorista a zeneszerző minden igyekezete ellenére Gasparini egyik áriáját énekelte az övé helyett. De mindez Mozart beleegyezésével történhetett, hiszen a zenekari kíséret jóval gazdagabb Mozart partitúrájában, mint az eredeti Gasparini darabban. Sifare, Farnace és Arbate szólamát kasztrált énekesesek adták elő. Közülük a Sifare szerepére szerződtetett Pietro Benedetto olyan későn kapcsolódott be a próbákba, hogy az opera egyik legbravúrosabb, a Farnace-szal együtt énekelt, Se viver, non degg’io kezdetű kettősét végül ki kellett húzni. Helyére egy egyszerű recitativót illesztett be. Az idő szűkössége miatt egyszerűsíteni kellett a II. felvonás Lungi da te, mio bene kezdetű áriáját is. A próbák előrehaladtával az Ismene szerepét megformáló Anna Francesca Varese kierőszakolta, hogy I. felvonásbeli bemutatkozó áriája az eredetinél gazdagabb díszítést és mutatósabb futamokat kapjon.
Az 1770. december 26-án lezajlott bemutató óriási sikert aratott. Leopold Mozart feleségének írt levele szerint a közönség minden áriát hosszasan megtapsolt, az előadás befejezése után pedig hangos viva il maestrino bekiabálásokkal fejezték ki tetszésüket. A bemutató után még tizenkilencszer játszották a darabot, de azután eltűnt a színpadokról. Egészen 1970-ig kellett várni, hogy újra megszólaljon operaszínpadon a darab. Ekkor adták elő először a darabot a Salzburgi Ünnepi Játékokon, majd a következő évben is felvették a fesztivál műsorába, ezzel párhuzamosan pedig Düsseldorfban is műsorra tűzték. Az opera magyarországi ősbemutatójára a 2006-os Mozart év alkalmából került sor. Ekkor a Művészetek Palotájában (a Fesztivál Színházban) kétszer adta elő a művet a Budapesti Kamraopera társulata.

## Az opera szereplői
| Szereplő                           | Hangfekvés                                       |
| ---------------------------------- | ------------------------------------------------ |
| Mitridate, Pontus királya          | tenor                                            |
| Aspasia, görög hercegnő, a jegyese | koloratúrszoprán                                 |
| Farnace, Mitridate idősebb fia     | kasztrált alt (ma alt, bariton vagy kontratenor) |
| Sifare, a testvére                 | kasztrált alt (ma alt vagy tenor)                |
| Ismene, a parthuszi király lánya   | szoprán                                          |
| Marzius, római tribunus            | tenor                                            |
| Arbate, Nymphae helytartója        | kasztrált alt (ma tenor vagy mezzoszoprán)       |

## Az opera cselekménye

### I. felvonás
Mitridate harmadszorra is vereséget szenvedett a rómaiaktól. Otthon úgy tudják, hogy a király elesett a harcban. Nimfea helytartója biztosítja Sifarét, hogy ha apja valóban elesett a harcban, akkor számíthat a támogatására. Ezután Aspasia keresi fel a herceget. A hercegnő arra kéri, hogy védje meg Farnace egyre erőszakosabb közeledésétől. Sifare szereti a nőt, aki szintén gyengéd érzelmeket táplál iránta. Ezt kölcsönösen meg is vallják egymásnak, majd Aspasia Vénusz templomába siet, hogy kedveséért imádkozzon. Itt keresi fel Farnace, aki megkéri a kezét és felajánlja neki a királynői címet. A hercegnő azonban visszautasítja az ajánlatot. Heves szóváltásba keverednek, aminek Sifare megjelenése vet véget. Nem sokkal később Arbate hozza a hírt, miszerint a király mégsem halt meg, sőt, megmaradt csapatai élén a város felé közeledik.
Aspasiát érzelme Sifaréhoz, de adott szava a királyhoz köti. Most döntenie kell. Miközben őrlődik, Sifarét Farnace azzal keresi meg, hogy szövetkezzenek apjuk ellen, de Sifare erre nem hajlandó. Farnace ekkor Marziushoz fordul azzal, hogy szítsanak népfelkelést a király ellen. De a rómaiaknak nincs szükségük a segítségére, így náluk sem jár sikerrel. Mitridate eközben partra száll. Kíséretében van Ismene, Farnace jegyese is. A lány szerelmes vőlegényébe, de annak rideg magatartása elbizonytalanítja. A király köszönetet mond Arbaténak, hogy az segített elterjesztenie a halálhírét. Így sikerült meggyőződnie arról, hogy ki az, aki igazán hűséges hozzá. Amikor beszámolnak neki Farnace erőszakos viselkedéséről Aspasiáva szemben, elhatározza, hogy megbünteti fiát.

### II. felvonás
Farnace közli Isménével, hogy már nem szereti. A megbántott lány a királyhoz fordul, aki megígéri neki, hogy fia meg fog fizetni hűtlenségéért. Hogy a két királyi család közti jó viszony fennmaradjon, felajánlja Isménének, hogy legyen Sifare felesége, Aspasiával pedig közli, hogy már holnap sort fognak keríteni az esküvőre. A hercegnő húzódozását látva Mitridate meggyanúsítja, hogy távolléte alatt mégis csak megcsalta Farnace-szal, Sifarét pedig megdicséri lojális viselkedéséért, és jutalmat ígér neki. A kettesben marad Sifare és Aspasia ismét szerelmet vall egymásnak, majd elbúcsúznak egymástól, hiszen a sors nem egymásnak szánta őket.
Közben a király egyre inkább azt gyanítja, hogy idősebb fia a rómaiakkal szövetkezett. Gyanúját megerősíti, hogy amikor támadást javasol ellenük, Farnace a békekötés mellett érvel. A király ezért börtönbe záratja. Farnace nem tagadja le, hogy a rómaiakkal szimpatizál, és felfedi apja előtt az igazságot Sifare és Aspasia szerelméről. Mitridate megdöbben és csapdát állít Aspasiának. Hívatja a hercegnőt, és előadja neki, hogy a férfi nem méltó mellé, válasszon hát szabadon férjet magának. A gyanútlan Aspasia választása természetesen Sifaréra esik. Mitridate haragra gerjed, a hercegnőt és két fiát halálra ítéli. Sifare arra kéri szerelmét, mentse meg magát és legyen a király felesége. A lány azonban inkább a halált választja.

### III. felvonás
Ismene arra kéri Mitridate, hogy még egyszer gondolja át döntését. Felhívja a figyelmét a türelem és a megbocsátás fontosságára. Saját magát hozza fel példának: bár mindkét fia megbántotta, ő kész elfogadni bármelyiküket férjének. Ezután Arbate hozza a rossz hírt: római csapatok ütöttek rajta a görög hadakon, a görögök pedig fejvesztve menekülnek. A király harcba indul, hogy mentse a menthetőt.
Aspasia egy szolga segítségével méregpoharat szerez. Már majdnem kiissza a kelyhet, amikor berohan hozzá a szabadon bocsátott Sifare, és kiüti kezéből a kupát. Elbúcsúzik szerelmesétől, majd apja után indul a csatába, hogy vele harcoljon. Közben Farnace is kiszabadult fogságából, Marzius katonáinak segítségével. A néptribun felajánlja neki Pontus trónját, de a férfiben ekkor feléled a büszkeség: ellensége kezéből nem kell neki a királyi hatalom. A rómaiak távoztával maga is az ütközetbe siet.
A király halálos sebet kapott a harcokban. Önmagát sebezte meg, mert a csata egy pontján úgy látta, hogy katonái alulmaradnak. Ekkor döntött úgy, hogy inkább önkezével vet véget az életének, de nem kerül ellenségei kezére. Ismene azonban hozza a jó hírt: Farnace visszaverte a rómaiakat és felgyújtotta hajóhadukat. A király áldását adja Sifare és Aspasia nászára, mindkét fiának megbocsát és tőlük is bocsánatot kér. Farnace még életben találja a királyt, aki nem sokkal megérkezése után meghal. Katonái és fiai megrendülten állják körül, és hirdetik az összefogás kis népeket is segítő erejét a zsarnok hódítók ellen.

## Híres áriák
"Vado incontro al fato estremo" - Mitridate, III. felvonás

## Hangfelvételek
- Mitridate – Giuseppe Sabbatini, Aspasia – Natalie Dessay, Sifare – Cecilia Bartoli, Farnace – Brian Asawa, Ismene – Sandrine Piasu, Marzio – Juan Diego Flórez, Arbate – Héléne Le Corre. Közreműködik: Le Talens Lyriques zenekar, vezényel: Christihe Rousset. A felvétel helye és ideje: Vevey (Svájc), Castillo. 1998. május 11–18. A kiadás éve: 1989. Decca, 460 772-2 3 CD DDD Stereo
- Mitridate – Werner Hollweg, Aspasia – Edita Gruberová, Sifare – Arleen Augér, Farnace – Agnes Baltsa, Ismene – Ileana Cotrubas, Marzio – David Kuebler, Arbate – Christine Weidinger. Közreműködik: Salzburgi Mozarteum Zenekara, vezényel: Leopold Heger. A felvétel helye és ideje: Salzburg, 1977. A kiadás éve: 1977. Philips, 422 529-2 3 CD ADD Stereo.